# Viper (Schiff)
Die Viper war das zweite Schiff der Wespe-Klasse, einer Klasse von insgesamt elf Panzerkanonenbooten der Kaiserlichen Marine, die für die Verteidigung der deutschen Nord- und Ostseeküste konstruiert wurde.

## Bau und Dienstzeit
Die Viper wurde wie ihre Schwesterschiffe auch von der Bremer Werft AG Weser gebaut. Die Arbeiten am Schiff begannen im Mai 1875. Entgegen der ursprünglichen Planung erhielt es eine Panzerung aus britischer Produktion, da die mit der Herstellung beauftragte Dillinger Hütte die erforderliche Qualität der Panzerplatten noch nicht gewährleisten konnte. Der Stapellauf des Neubaus erfolgte am 21. September 1876.
Nach der Fertigstellung des Schiffes dauerte es bis zum 20. August 1885, dass die Viper erstmals in Dienst gestellt wurde. Dabei nahm sie gemeinsam mit ihren Schwesterschiffen Wespe, Mücke und Salamander an einer von der Korvette Stein geführten Festungsübung in Wilhelmshaven teil. Anschließend wurde sie der Reserve-Division der Nordsee zugeteilt. Mit diesem Verband, dem auch Salamander, Camaeleon und Wespe angehörten, erfolgten vom 11. Mai bis zum 9. Juni 1886 sowie vom 15. August bis zum 14. September 1887 weitere Übungen. Darüber hinaus nahmen die Schiffe 1887 und 1888 an den Herbstmanövern der Flotte teil.
Inzwischen der II. Reserve-Division der Nordsee zugeteilt, wurde die Viper in den folgenden Jahren jeweils im August und September für Übungen sowie die Herbstmanöver aktiviert, letztmals 1891.

## Verbleib
Nach ihrer letzten Indiensthaltung vom 4. August bis zum 22. September 1891 wurde die Viper nicht wieder aktiviert und verblieb bis zu ihrer am 28. Juni 1909 erfolgten Streichung aus der Liste der Kriegsschiffe in der Reserve. In der Folge wurde sie zum Kranschiff mit 100 t Hebekraft umgebaut. Eingesetzt wurde sie unter anderem bei der Bergung des 1918 nahe Lagskär aufgelaufenen Linienschiffs Rheinland zum Abbau der Panzerplatten und Geschütze.
Die Viper war ab 1924 bei der Marinewerft Wilhelmshaven eingesetzt und sollte 1940 als Panzerlandungsfahrzeug beim Unternehmen Seelöwe, der geplanten Landung in Großbritannien, mitwirken. Den Zweiten Weltkrieg überstand das Schiff und wurde anschließend vom Taucherbetrieb Gebr. Beckedorf, Hamburg, zur Bergung von Kriegswracks eingesetzt. 1953 wurde so der 1944 in Kotka versenkte ehemalige niederländische Geschützte Kreuzer Gelderland, von der Kriegsmarine zum Flakschiff umgebaut, durch Viper gehoben. Mit der Übernahme der bankrotten Bergungsgesellschaft Taucher Beckedorf durch Harms Bergung 1955 wechselte das Schiff in deren Besitz über und verblieb bis ca. 1970 im Einsatz.

## Kommandanten
| 20. August bis 14. September 1885 | unbekannt                         |
| 11. Mai bis 9. Juni 1886          | Kapitänleutnant Emil Fuchs        |
| 16. August bis 14. September 1887 | unbekannt                         |
| 15. August bis 15. September 1888 | Kapitänleutnant Max Paleske       |
| 13. August bis 11. September 1889 | Kapitänleutnant Oskar von Truppel |
| 13. August bis 20. September 1890 | Kapitänleutnant Bruno Weyer       |
| 4. August bis 22. September 1891  | Kapitänleutnant Karl Dick         |